# Vitex pseudocuspidata
Vitex pseudocuspidata là một loài thực vật có hoa trong họ Hoa môi. Loài này được Mildbr. ex Piep. miêu tả khoa học đầu tiên năm 1929.